# Arianna in Creta

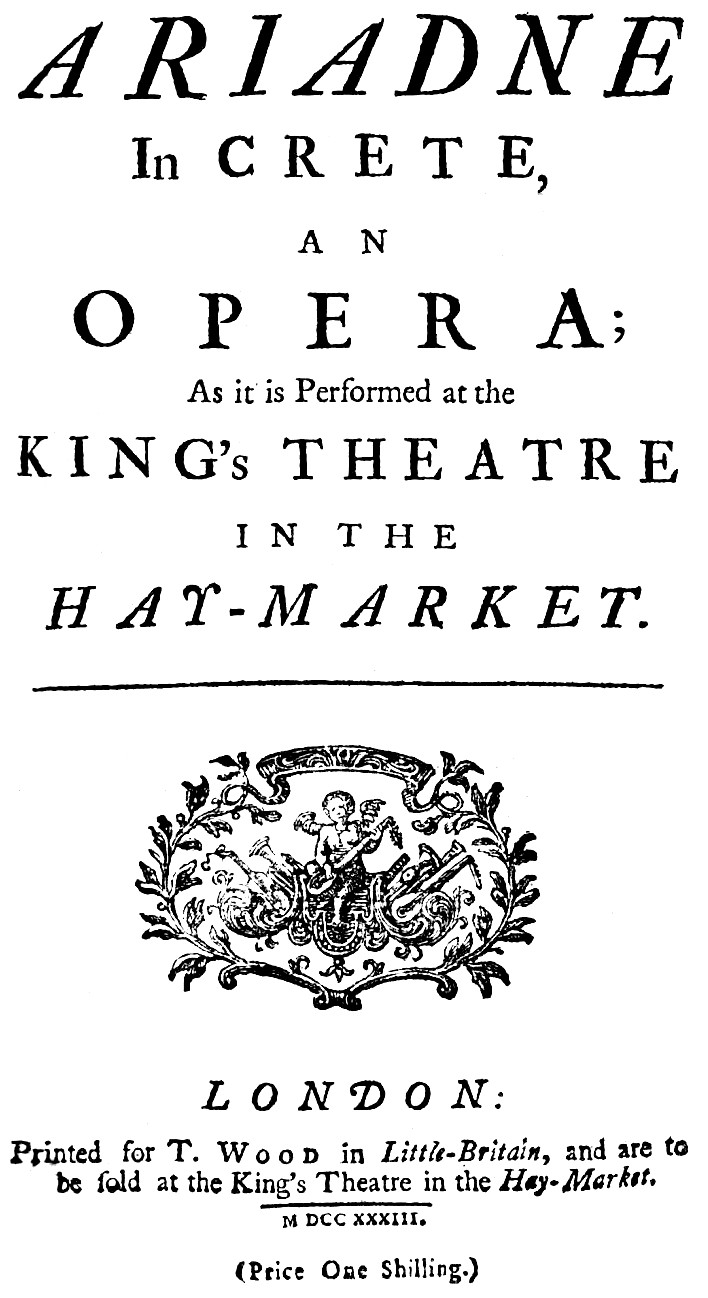
Portada del fulletó de l'obra.

Arianna in Creta (títol original en italià, en català Arianna in Creta), Händel-Werke-Verzeichnis 32, és una obra dramaticomusical en tres actes composta  per Georg Friedrich Händel sobre un llibret en italià . Es va estrenar el 26 de gener de 1734 al Her Majesty's Theatre de Ciutat de Westminster.